# Andrej Esjpaj
Andrej Jakovlevitj Esjpaj (russisk: Андре́й Я́ковлевич Эшпа́й, tr. Andréj Jákovlevitj Esjpáj; født 15. maj 1925 i Kosmodemjansk, Mari autonome oblast (nu Republikken Marij El), Sovjetunionen, død 8. november 2015 i Moskva, Den Russiske Føderation) var en russisk komponist og pianist.
Esjpaj studerede klaver og komposition på Moskva musikkonservatorium (1948-1953) hos bl.a. Nikolaj Mjaskovskij og komposition under Nikolaj Rakov og Jevgenij Kirillovitj Golubev. og senere privat hos Aram Khatjaturjan (1953-1956).
Han har skrevet 9 symfonier, 2 klaverkoncerter, orkesterværker, obokoncert, 4 violinkoncerter, bratchkoncert, balletmusik, operetter og sange etc.
Esjpaj var en stor orkestrator, komponerede i en fantasifuld original stil, som benyttede sig af den russiske folklore, romantikken og en rytmisk inspiration fra Bela Bartok.

## Udvalgte værker
- Symfoni nr. 1 (1959) - for orkester
- Symfoni nr. 2 "En bøn til lyset" (1962) - for orkester
- Symfoni nr. 3 "Til minde om faderen" (1965) - for orkester
- Symfoni nr. 4 "Symfoni-ballet" (1980-1981) (i en sats) - for orkester
- Symfoni nr. 5 "Militær" (1985) - for orkester
- Symfoni nr. 6 "Liturgisk" (1988) - for baryton, blandet kor og orkester
- Symfoni nr. 7 (1991-1992) - for orkester
- Symfoni nr. 8 (1998-1999) - for orkester
- Symfoni nr. 9 (2001) - for fortæller, blandet kor og orkester
- Symfoniske danse over Mari-temaer (1951) - for orkester
- 2 Klaverkoncerter (1954, 1972) - for klaver og orkester
- 2 Koncerter (nr. 1 "Concerto Grosso" 1971, nr. 2 "Spil") - for orkester
- Obokoncert (1982) - for obo og orkester
- 4 Violinkoncerter (1956, 1977, 1990-1992, 1994) - for violin og orkester

### Filmmusik
Udover moderne klassisk musik har Esjpaj komponeret filmmusik til en lang række sovjetisk film, herunder:
- Karjera Dimy Gorina (1961)
- Prikhodite zavtra... (1963)
- Pervyj trollejbus (1963)
- Im pokorjajetsja nebo (1963)
- Major Vikhr (1967)
- Babje tsarstvo (1967)
- Adjutant ego prevoskhoditelstva (1969)
- Direktør
- Skyggen
- Vozvrata net (1973)
- Deti Vanjusjina (1973)
- Rudin (1977)
- Jemeljan Pugatjov (1978)
- Traktir na Pjatnitskoj (1978)